# Douro Litoral

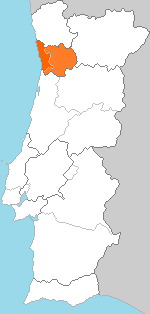
Douro Litoral (Área metropolitana do Porto em cor mais escura)

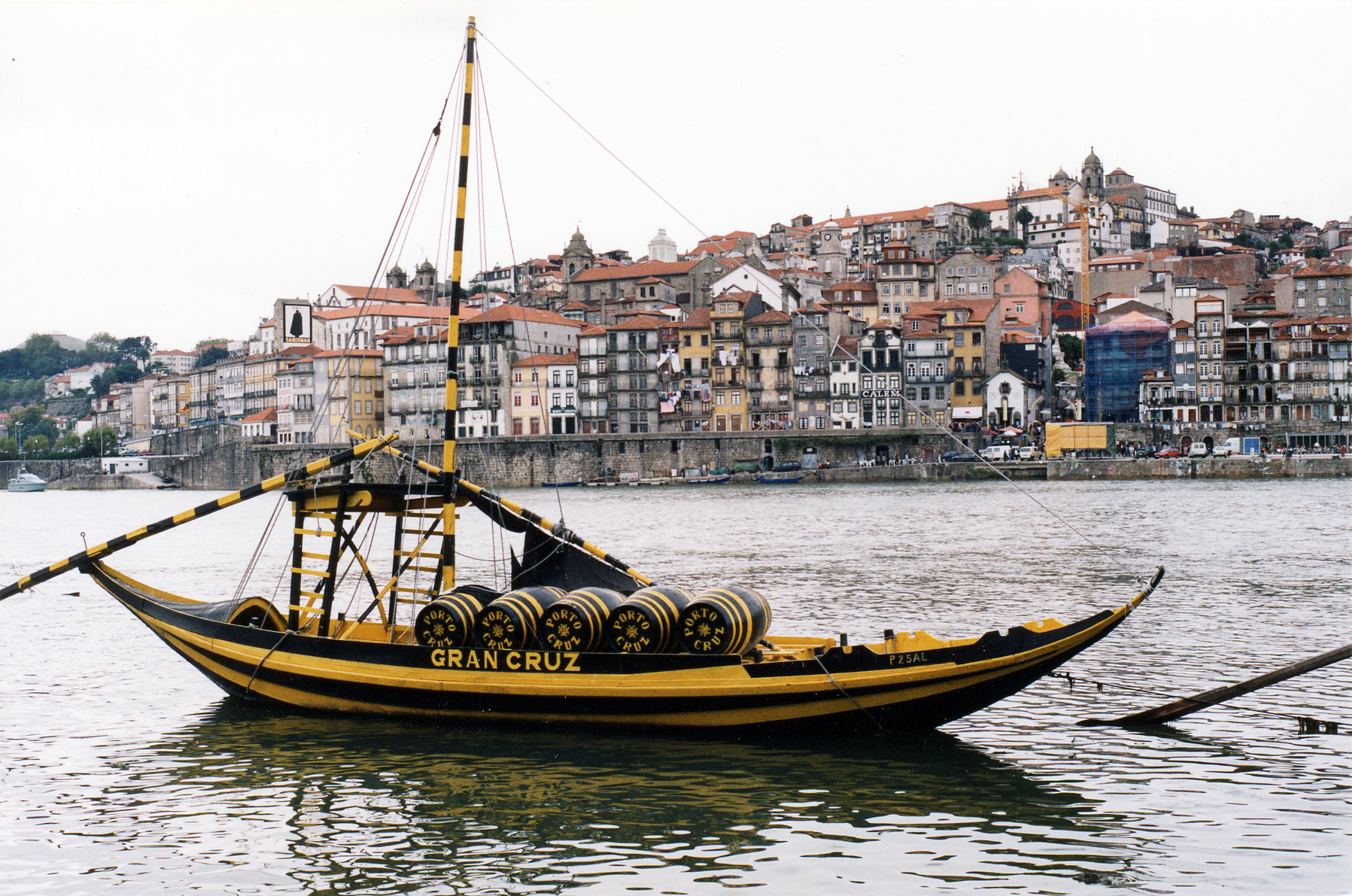
A cidade do Porto, à volta da qual se organiza a província do Douro Litoral.

O Douro Litoral é uma província histórica de Portugal, formalmente instituída por uma reforma administrativa havida em 1936.
No entanto, as províncias tiveram pouca atribuição prática na organização burocrática e desapareceram do vocabulário administrativo com a entrada em vigor da Constituição de 1976, mas não do vocabulário quotidiano dos portugueses e como indicação precisa da identidade dos elementos autóctones do território português, porque são as divisões identitárias mais precisas.
Tem a sua capital na cidade do Porto, cidade em relação à qual todos os concelhos do Douro Litoral têm uma forte relação sócio-económica.
Faz fronteira a Norte com o Minho, a Este com Trás-os-Montes e Alto Douro, a Sudeste com a Beira Alta, a Sul com a Beira Litoral e a Oeste com o Oceano Atlântico.
É constituída por 24 concelhos, integrando a totalidade do distrito do Porto, e ainda quatro concelhos do distrito de Aveiro e dois do de Viseu.
- Distrito de Aveiro: Arouca, Espinho, Santa Maria da Feira e Castelo de Paiva (extremo nordeste do Distrito de Aveiro, que são municípios da Região Norte, sendo os três primeiros municípios da Área Metropolitana do Porto).

- Distrito do Porto: Amarante, Baião, Felgueiras, Gondomar, Lousada, Maia, Marco de Canaveses, Matosinhos, Paços de Ferreira, Paredes, Penafiel, Porto, Póvoa de Varzim, Santo Tirso, Trofa, Valongo, Vila do Conde, Vila Nova de Gaia.

- Distrito de Viseu: Cinfães, Resende, que são municípios da Região Norte.

A província em causa, conta provavelmente com 24 municípios, posto que foi entretanto criado um novo concelho, na área do distrito do Porto (a Trofa, em 1998, por secessão de Santo Tirso).
Actualmente, reparte-se pela região do Norte de Portugal: a totalidade do Grande Porto, dois concelhos do Ave (Santo Tirso e a Trofa), e a maior parte do Tâmega (exceptuados os concelhos mais setentrionais de Cabeceiras de Basto, Celorico de Basto, Mondim de Basto e Ribeira de Pena), mais dois concelhos da Área Metropolitana do Porto: (Arouca e Santa Maria da Feira).